# Radiicephalus
Radiicephalus ist eine Fischgattung aus der Ordnung der Glanzfischartigen (Lampriformes). Die Gattung wurde im Jahr 1917 zusammen mit der damals einzigen bekannten Art, Radiicephalus elongatus, wissenschaftlich beschrieben. R. elongatus kommt im östlichen Atlantik von den Azoren bis Südafrika vor. Im Jahr 2018 wurde eine weitere Art beschrieben. Der Holotyp von Radiicephalus kessinger wurde im westlichen Pazifik, südwestlich von Taiwan gefangen. Außerdem sind Fischlarven aus dem westlichen Atlantik und dem östlichen Pazifik bekannt, die der Gattung Radiicephalus aber keiner bestimmten Art zugeordnet werden.

## Merkmale
Die zwei bisher beschriebenen Radiicephalus-Arten haben einen langgestreckten, bandartigen und seitlich stark abgeflachten Körper. Die maximale Körperhöhe liegt bei 11,7 bis 13,1 % der Standardlänge, die Breite des Körpers beträgt lediglich 2,3 bis 2,9 % der Standardlänge. Der Körper verjüngt sich nach hinten allmählich und wird am hinteren Körperteil flach und stäbchenförmig. Die Augen sind groß und erreichen fast einen Durchmesser von einem Drittel der Kopflänge. Die Anzahl der Wirbel liegt zwischen 114 und 125 (37 bis 39 Rumpfwirbel und 76 bis 88 Schwanzwirbel). Die Rückenflosse ist sehr lang und wird von 156 bis 161 Flossenstrahlen gestützt, von denen die ersten vier bis fünf verlängert sind. Die Afterflosse ist kurz mit sechs bis sieben Flossenstrahlen. Die Brustflossen haben zehn bis elf Flossenstrahlen, die Bauchflossen fünf bis zehn. Die schmale Schwanzflosse teilt sich in einen kleinen oberen Lobus, der von vier bis fünf Flossenstrahlen gestützt wird und einen sehr lang ausgezogenen unteren Lobus, der von sieben bis neun Flossenstrahlen getragen wird. Der Körper der Radiicephalus-Arten ist mit einer guaninhaltigen Epidermis beschichtet, die von zahlreichen elliptischen Poren durchsetzt ist, die von pilzförmigen Papillen ausgehen. Die Oberfläche der Guaninschicht ist silbrig und zeigt ein ausgeprägtes Parallelogrammmuster. Unter der Epidermis ist der Körper mit kleinen dünnen Schuppen bedeckt. Die Seitenlinie ist von röhrenförmigen Schuppen bedeckt und erstreckt sich bis auf den unteren Schwanzflossenlobus.

## Arten
- Radiicephalus elongatus Osório, 1917[2]
- Radiicephalus kessinger Koed & Ho, 2018[1]